# Aeroportul Jaqué
Aeroportul Jaqué (IATA: JQE, ICAO: MPJE) este un aeroport din Provincia Darién, Panama ce deservește zona Jaqué⁠(d). A fost numit după zona deservită.
Situat la o altitudine de 9 m, aeroportul dispune de o singură pistă.